# Sagene

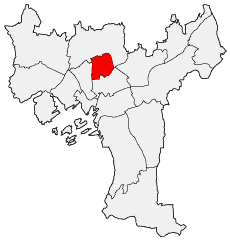
Lage von Sagene in Oslo

Sagene ist ein nördlicher Stadtteil der norwegischen Hauptstadt Oslo. Er hat 45.089 Einwohner (2020) und eine Fläche von 3,1 km². Der Stadtteil liegt entlang des Akerselva (Akerfluss); von den früher hier ansässigen Sägewerken und Mühlen erhielt der Stadtteil seinen Namen. Bis zur Gebietsreform vom 1. Januar 2004 war der Stadtteil unter dem Namen Sagene-Torshov bekannt. In den Romanen Oskar Braatens ist Sagene verewigt.